# Taliabu (Indonésie)
Pour les articles homonymes, voir Taliabu.
Taliabu est une île d'Indonésie qui constitue  une division administrative du pays, le kabupaten de pulau Taliabu, au sein de la province des Moluques du Nord. L'île est située dans l'archipel des Sula, en mer de Banda, à l'ouest des îles Mangole et Sanana.